# Ampulex viridescens
Ampulex viridescens är en  stekelart som beskrevs av Arnold 1947. Ampulex viridescens ingår i släktet Ampulex och familjen Ampulicidae. Inga underarter finns listade i Catalogue of Life.